# 朱尔·皮拉尔
朱尔·皮拉尔（法語：Jules Pirard，1885年5月28日—1962年12月22日），生于欧蒙，法国男子竞技体操运动员。他曾获得1920年夏季奥运会体操比赛男子团体全能铜牌。他于1962年在欧蒙去世。